# Социальная и политическая мысль Льва Троцкого
«Социальная и политическая мысль Льва Троцкого» (англ. The Social and Political Thought of Leon Trotsky) — книга Баруха Кней-Паца, содержащая развёрнутый анализ эволюции социальных и политических взглядов Льва Троцкого; впервые издана в Оксфорде в 1978 году. Шестисотстраничный труд Кней-Паца излагает взгляды Троцкого на многие вопросы своего времени: от революционной теории до философии и литературы, уделяя наиболее пристальное внимание ранним идеями будущего наркома. В частности, Кней-Пац полагал, что Троцкий неверно определил классовый характер сталинизма. Книга получила противоречивые оценки исследователей: одни считали её «замечательным исследованием», начавшим серьёзную переоценку троцкизма; в то время как другие полагали, что абстрактный подход автора к мысли Троцкого, без учёта практических и исторических обстоятельств, был обречён на провал.

## Описание и история
Первая часть книги, вышедшей в 1978 году в Издательстве Оксфордского университета, посвящена представлениям Льва Троцкого о социологии и политике. Во второй части Барух Кней-Пац — в те годы являвшийся преподавателем политологии в Еврейском университете в Иерусалиме — рассматривает взгляды Троцкого на политическую и социальную революцию. Третью часть книги автор посвятил рассмотрению критики Троцким как сталинской доктрины «социализма в отдельно взятой стране», так и критике фактического развития советского государства в 1930-е годы. Четвёртая часть была отведена взглядам революционера на искусство, литературу, философию, науку, историю и еврейский вопрос.
|  | Одна из целей настоящей работы — исследовать постоянный конфликт между личным и социальным, субъективным и объективным в мысли Троцкого. Мы попытаемся показать, почему после долгого нежелания революционер, в конце концов, счёл нужным увидеть зависимость русского марксизма от большевизма и каковы были последствия данного решения для теории и практической деятельности. |

## Критика

### Общие оценки
Член Британской академии Алек Ноув, поздравляя профессора Кней-Паца с изданием его труда, писал о книге как о значительном научном достижении. Уточняя, что Троцкий являлся весьма противоречивой и зачастую неверно трактуемой исторической фигурой, Ноув считал, что в книге автор смог «умело и беспристрастно» — вне рамок дискуссии, связанной с «интенсивным соперничеством» различных троцкистских групп 1970-х годов — выявить идеи Троцкого и оценить их. Поскольку Кней-Пац не являлся ни некритичным последователем Троцкого, ни человеком, несерьёзно относившимся к его идейному наследию, читатель мог извлечь из книги впечатление об образованности и широте знаний как самого Троцкого, так и автора книги. Ноув также обращал внимание на утверждение Кней-Паца, что биограф Троцкого Исаак Дойчер в своих работах создал излишне «европейский и универсальный» образ Троцкого — по мнению профессора Исраэля Гетцлера именно исследование Кней-Паза начало серьёзную переоценку идеологического наследия наркома.
Доступное и неторопливое повествование, наполненное проницательными и провокационными наблюдениями, является важным для всех тех, кто хочет понять Троцкого.

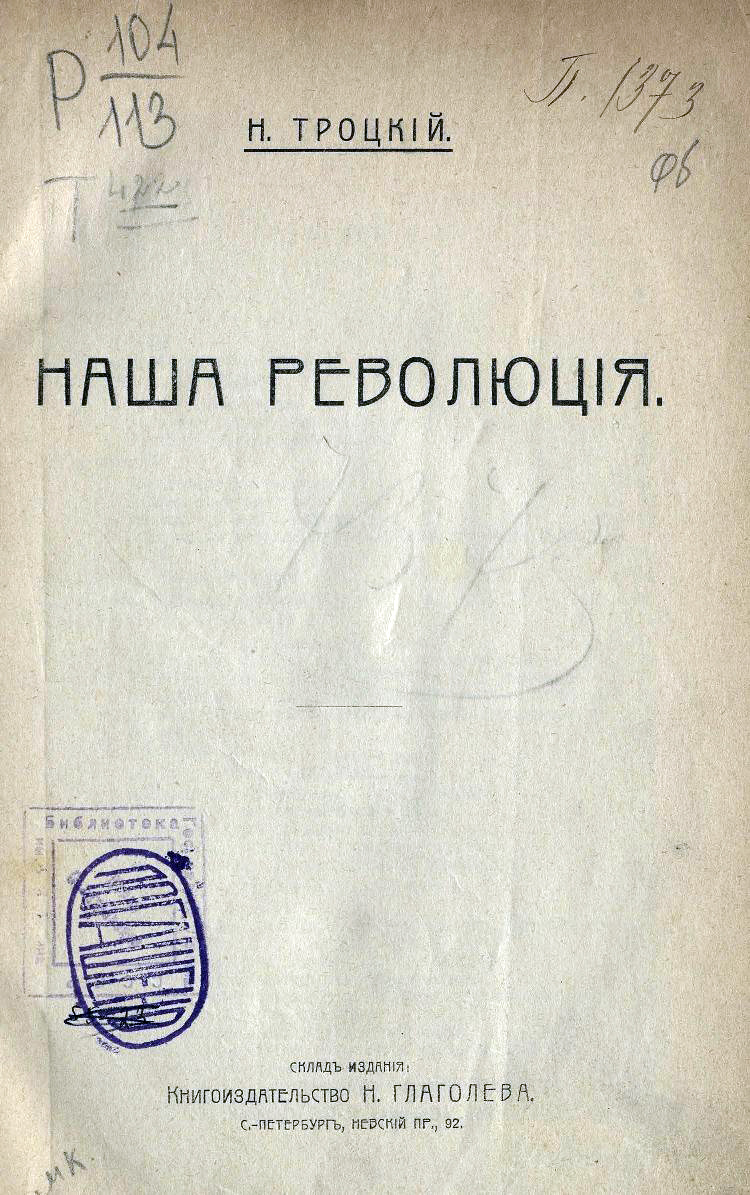
Книга Троцкого «Наша революция»

Кней-Пац обращал наиболее пристальное внимание на оригинальные ранние идеи Троцкого (см. «Наша революция»): анализ всей русской истории, классовой структуры Российской империи периода позднего абсолютизма, гипертрофически большой роли государства при слабой буржуазии и попыток государства догнать в своем развитии страны Западной Европы — все те наблюдения, которые позволили Троцкому сформулировать его «закон» неравномерного и комбинированного развития. Кней-Пацу, по мнению Ноува, удалось показать какую именно смесь «архаичного и современного» видел Троцкий в России своего времени и как из увиденного будущий наркомвоенмор делал вывод о наличии «революционной возможности» — более значительной, чем в развитых странах. Иначе говоря, в книге показывались те новые элементы, которые Троцкий вводил в марксистскую мысль, а также причины расхождения во взглядах между Троцким и Лениным (прежде всего, на роль революционной партии, суммированные в пятой главе), которые так никогда и не были разрешены после вступления Троцкого в 1917 году в большевистскую партию. Исходя из сведений, приведенных в книге, отступление от собственных принципов в период между двумя революциями стало самым серьёзным (и фатальным) изъяном в революционной теории Троцкого (см. «Наши политические задачи»).
По мнению профессора Ладиса Кристофа, тезис Кней-Паца заключался в том, что социальная теория имела решающее влияние на жизнь Троцкого: не в абсолютном, детерминистском смысле, а скорее в смысле создания интеллектуальной основы мировоззрения революционера, которое сформировало его «душу» подобно тому, как позвоночник «формирует» тело. Теория и реальная жизнь, предупреждал Кней-Пац, никогда не могут быть частями математического уравнения — у любой теории существуют определённые пределы. Иначе говоря, жизнь может сокрушить интеллектуальную основу человека так же легко, как она разрушает позвоночник, оставляя горбы. Авторское изложение идей Троцкого об отсталости являлось, по мнению Кристофа, примером блестящего изложения писательской мысли: то, на что Троцкий затратил сотни страниц, Кней-Пац объяснил на четырёх страницах без излишнего упрощения. Хотя автор сознательно отказался от сравнительного исследования мысли наркома, он значительно облегчил данную задачу для других исследователей Русской революции.
Хотя Кней-Пац не слишком сочувствует своему герою, его книга может стать самым прочным монументом интеллектуальному творчеству Троцкого. Донося до читателей тот факт, что некоторые социально-исторические концепции были постоянным источником мотивации для деятельности Троцкого, он вносит в его карьеру определенную логику, порядок и вразумительность (англ. intelligibility).

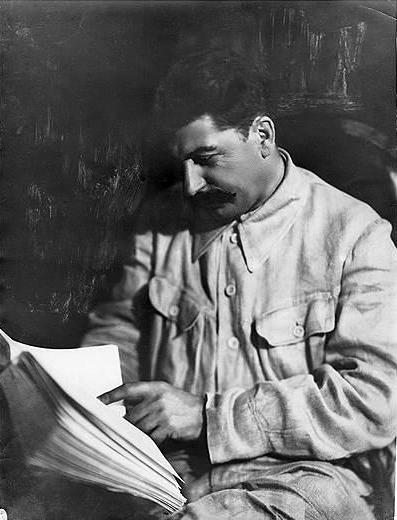
И. Сталин читает (1920—1930-е)

В книге также анализировались взгляды Троцкого на насилие и террор (см. «Терроризм и коммунизм»), на мировую революцию, на характер такого явления, как сталинизм (глава 10; см. Троцкий о советской бюрократии), на художественную литературу и культуру в целом, на философию, на «еврейский вопрос» и так далее. При этом «ядром» работы является нарратив о теории социальных и политических изменений — теории Троцкого, которая позже была систематизирована последователями революционера. Многочисленные работы Троцкого 1920—30-х годов о событиях за пределами СССР, за исключением Китая и Германии, были в значительной степени проигнорированы Кней-Пацем — как и труды революционера, касавшиеся образования и функционирования IV Интернационала, занимавшие центральное место в мысли Троцкого последних лет его жизни.

### Ленин и сталинизм. Абстрактные идеи и практика
Кней-Пац, в частности, полагал, что Троцкий неверно определил классовый характер сталинизма — автор задавал вопрос, являлся ли сталинизм преимущественно результатом личности самого Сталина или он все же был обусловлен целым рядом исторических факторов, которые и сделали возможной Октябрьскую революцию в России? В изложении Кней-Паца Троцкий совершал ошибки в своих интерпретациях событий (особенно тех, что происходили в странах Запада). По мнению автора, революционер зачастую был надменным и нетерпимым человеком, но в то же время блестящим и оригинальным мыслителем. Книга, по мнению Ноува, являлась важным вкладом в понимание не только Троцкого, но и его времени — а также и роли идей революционера в мировой политике конца 1970-х годов. Иного мнения придерживалась профессор Мариан Совер: она находила «разочаровывающей» часть работы, посвящённую критике Троцким сталинистской России. По её мнению, идеи Троцкого анализировались Кней-Пацем с использованием «довольно грубого и неоригинального» концептуального аппарата из теории тоталитаризма. Она полагала, что более плодотворным было бы установление связей между книгой Троцкого «Преданная революция» и марксистскими диссидентами 1970-х годов в советской Польше или Восточной Германии (таких как Яцек Куронь и Рудольфа Баро). В то же время — хотя Кней-Пац мало упоминал о современных ему политических радикалах, которые использовали имя Троцкого — автор, по мнению профессора Сарджента, явно полагал, что между мыслью наркома и тем, что делалось и говорилось под вывеской троцкизма не было никакой связи.

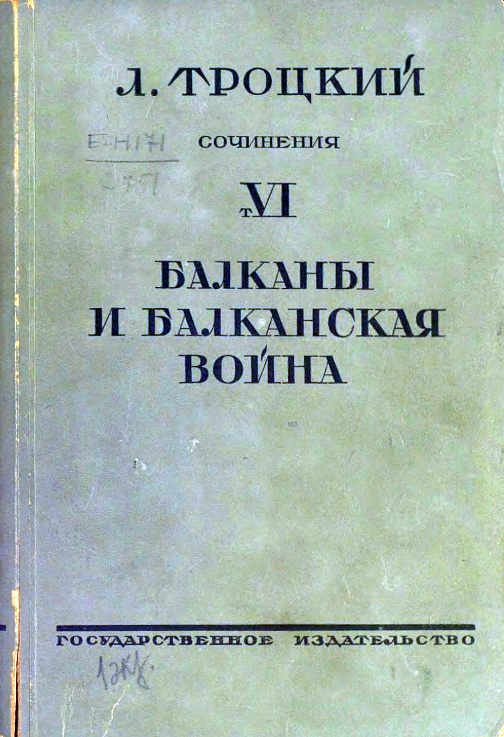
VI том собрания сочинений Троцкого (1926)

К недостаткам книги, являвшейся в целом значительным вкладом в историю теории революции, профессор Джон Барбер относил как представленный анализ сталинизма, напоминавший «неисторический детерминизм, жесткое и механическое мышление», так и изображение Ленина в качестве «узкой, догматической, протосталинской» фигуры. По версии Барбера, книга не давала адекватной оценки интеллектуальных отношений между Троцким и Лениным: «однако было бы удивительно, если бы в столь подробном исследовании такого противоречивого политического деятеля, как Троцкий, не было бы много вопросов для обсуждения».
Известный американский философ, профессор Бостонского университета Аласдер Макинтайр обращал внимание на конкретную задачу, сформулированную автором в начале книги: дать представление о теоретических взглядах Троцкого без, насколько это возможно, рассказа о практической деятельности Троцкого и тех политических спорах, в частности с Лениным, в рамках которых революционер формулировал свои идеи. Для выполнения данной задачи Кней-Пац нарушает хронологический порядок при рассмотрении работ Троцкого. Подобный подход Макинтайр находил «занятным», поскольку большая часть шестисотстраничной книги Кней-Паса суммировала известные работы Троцкого, опубликованные на момент написания или доступные в виде рукописей (65 объемных томов), в академическом стиле — крайне плохо сочетавшимся с яркой прозой самого Троцкого. Кроме того, поскольку сам автор признавал, что свои идеи Троцкий формулировал и переформулировал в ответ на социальные и политические события, попытка представить их абстрактно, вне контекста, по определению являлась попыткой создать «урезанную и деформированную» историю социальной и политической мысли революционера.

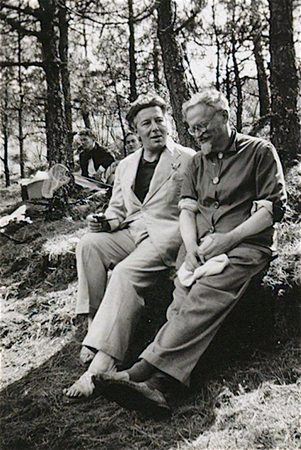
Л. Троцкий (справа) и А. Бретон в Мексике в 1938 году

Макинтайр полагал, что Кней-Пац представил теории Троцкого в том виде, в котором политологи и социологи 1970-х годов представляли свои теории для оценки их научными коллегами. Подобный подход — без разъяснения практических и исторических обстоятельств, при которых теории возникали, и без сравнения их с идеями оппонентов — казался Макинтайру неудачным: «из данной книги следует извлечь то, что невозможно адекватно описать историю идей, не описывая историю их появления». В частности, перенесение социальных и политических идей Троцкого в область абстракций была, по мнению Макинтайра, обречена на неудачу — о чём было хорошо известно марксисту Троцкому, но что профессор Кней-Паз не смог узнать из трудов революционера.

## Издания
- Knei-Paz B. The Social and Political Thought of Leon Trotsky. — 1st. — Oxford: Clarendon Press; Oxford University Press, 1978. — 629 p. — ISBN 9780198272335.
- Knei-Paz B. The Social and Political Thought of Leon Trotsky. — Oxford; New York: Oxford University Press, 1980. — 652 p. — ISBN 9780198272342. — ISBN 0198272340.